# Tony Cox
Joseph Anthony Cox, dit Tony Cox, (né le 31 mars 1958) est un acteur américain, connu pour ses performances comiques dans Bad Santa, Fous d'Irène, Sexy Movie, Big Movie et Disaster Movie. En tant que nain, il est également connu pour son travail avec George Lucas et comme un Ewok dans Star Wars, épisode VI : Le Retour du Jedi. Dans les deux spin-off des films qui ont suivi, il a joué Widdle Warrick. Cox est également apparu dans les vidéos musicales Just Lose It d'Eminem et De tha da Chuuuch au Palace par Snoop Dogg.

## Filmographie
- 1982 : Penitentiary 2
- 1983 : Star Wars, épisode VI : Le Retour du Jedi
- 1984 : L'Aventure des Ewoks (Caravan Of Courage:An Ewok Adventure)
- 1985 : La Bataille d'Endor (Ewoks:The Battle Of Endor)
- 1986 : Captain EO
- 1986 : Midget Fight
- 1986 : Valet Girls
- 1986 : Hollywood Zap!
- 1987 : La Folle Histoire de l'espace
- 1988 : I'm Gonna Git You Sucka (en)
- 1988 : Beetlejuice
- 1988 : Willow
- 1991 : À plein tube ! (The Dark Backward)
- 1992 : Mom and Dad Save the World
- 1995 : Friday
- 2000 : Fous d'Irène
- 2002 : De retour pour minuit
- 2003 : The Hebrew Hammer
- 2003 : Bad Santa
- 2004 : Rescue Me : Les Héros du 11 septembre
- 2006 : Sexy Movie
- 2007 : Big Movie
- 2007 : Le Golf en folie
- 2008 : Disaster Movie
- 2010 : The Warrior's Way
- 2010 : 301 La Légende De Superplus Maximus
- 2010 : Psych : Enquêteur malgré lui
- 2013 : Le Monde fantastique d'Oz (Oz: The Great and Powerful)
- 2016 : Bad Santa 2 de Mark Waters : Marcus